# 박요한 (1994년)
박요한(1994년 12월 17일 ~ )는 대한민국의 축구 선수로 포지션은 미드필더이다.

## 선수 생활
강원 FC의 유스 지정 학교인 강릉제일고등학교를 나와 K리그 드래프트에서 클럽 유스 우선 지명을 받았다. 3학년 때는 주장 완장을 차기도 했다. 유스 우선 지명 후 바로 입단하지 않고, 단국대학교에 진학하였다. 대학 졸업 후 유스 우선 지명 클럽인 강원 FC에 입단하여 구단 최초 유스 선수를 배출했다.
2018시즌을 앞두고 내셔널리그의 김해시청으로 임대 이적했다.
2019시즌을 앞두고 부천 FC 1995에 입단했다. 2019년 3월 16일 열린 아산 무궁화와의 경기에서 부천 입단 후 첫 골을 기록했다.